# Oostelijk kruiskruid
Oostelijk kruiskruid (Senecio vernalis, synoniem: Senecio leucanthemifolius subsp. vernalis) is een eenjarige plant uit de composietenfamilie (Asteraceae). De plant komt van nature als steppeplant voor in Oost-Europa en Zuidwest-Azië. In de eerste helft van de 19de eeuw verspreidde de soort zich naar Polen en vanaf ongeveer 1850 ook naar Duitsland. Vervolgens verspreidde de soort zich verder naar Zuid-Scandinavië, Frankrijk en het noorden van de Balkan. In Nederland is de soort tussen 1925 en 1949 ingeburgerd. De plant bevat de giftige stof pyrrolizidine-alkaloïde, waardoor de plant giftig is voor koeien en paarden. Het gif kan ook in de melk voorkomen.  Het aantal chromsomen is 2n=20.
De plant wordt 15-50 cm hoog. De plant vormt een bladrozet, met bladeren die aan de voet steelvormig versmald en aan de onderkant wollig behaard zijn in de vorm van een spinnenweb. De bladeren zijn veervormig gespleten met vrij korte slippen. De kroezige insnijdingen hebben stekelige tanden. De middelste en bovenste bladeren hebben om de stengel heen oortjes. Op latere leeftijd kunnen de bladeren kaal worden.
Oostelijk kruiskruid bloeit in mei/juni en in september/november met gele bloemen, die in een vrij losse schermvormige pluim zitten. De bloem heeft een 2-3 cm groot hoofdje. De dertien, gele lintbloemen zijn 8-10 mm lang. De kroonbuis van de buisbloemen bestaat uit twee delen, waarvan het onderste smalle deel veel langer is dan het bovenste brede deel. Het ongeveer even hoge als brede omwindsel is breed komvormig. De buitenste krans van het omwindsel bestaat uit 6-12, bovenaan kale omwindselblaadjes en die bijna tot aan het midden zwart zijn. De binnenste krans van het omwindsel bestaat uit 9-15 omwindselblaadjes.
De vrucht is een behaard nootje met aanliggende haren en een wit vruchtpluis.

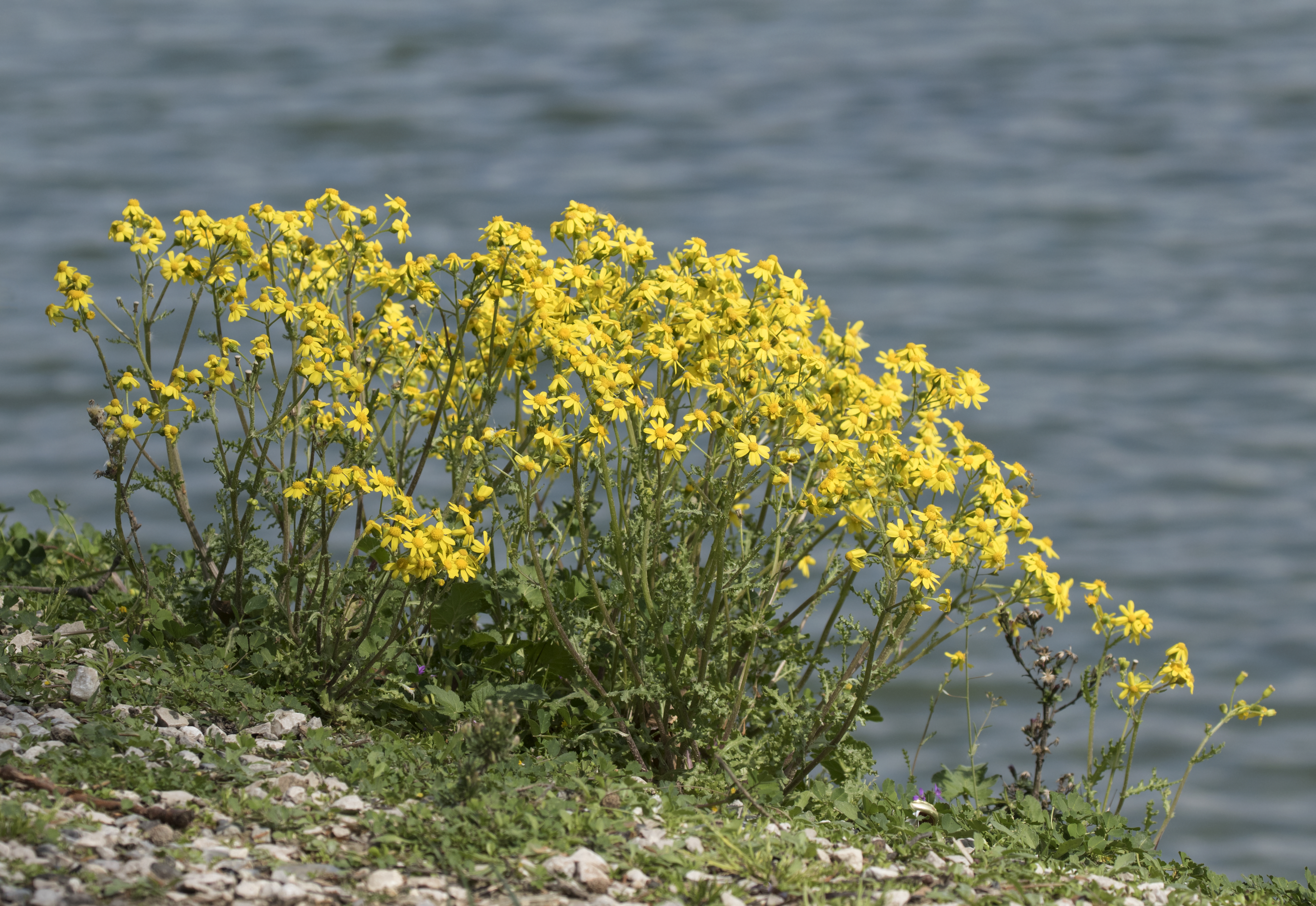
Plant
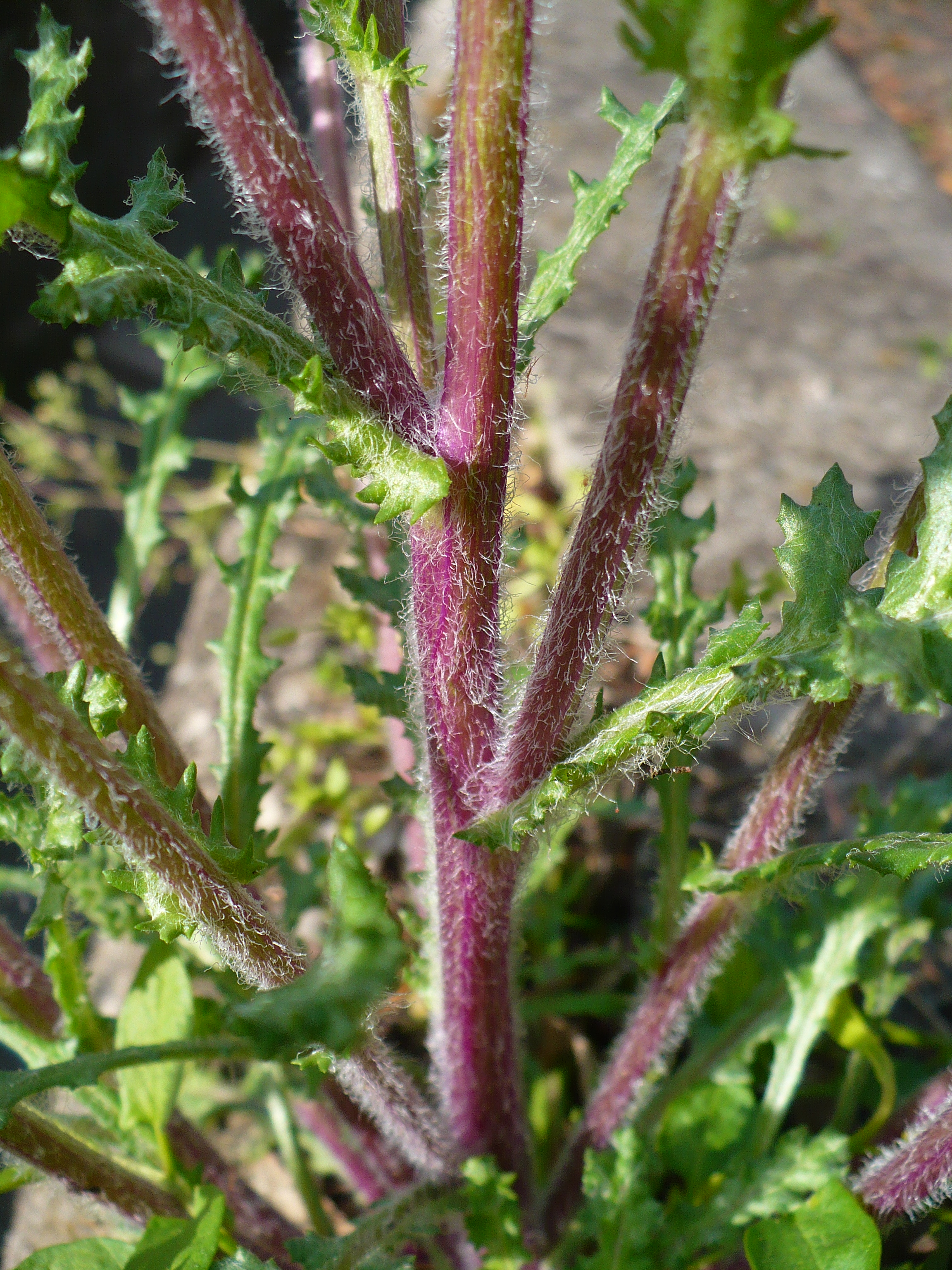
Stengel
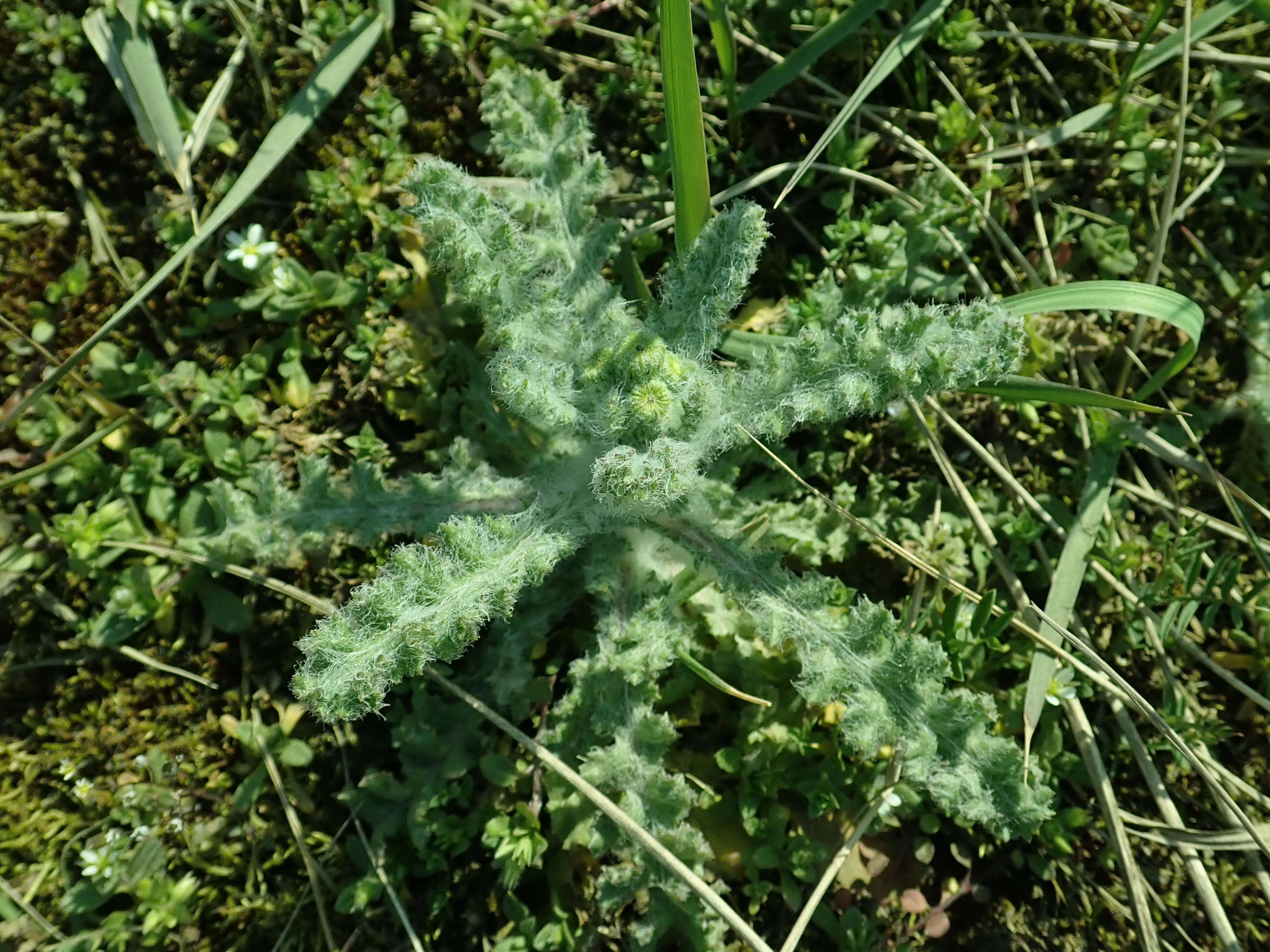
Bladrozet
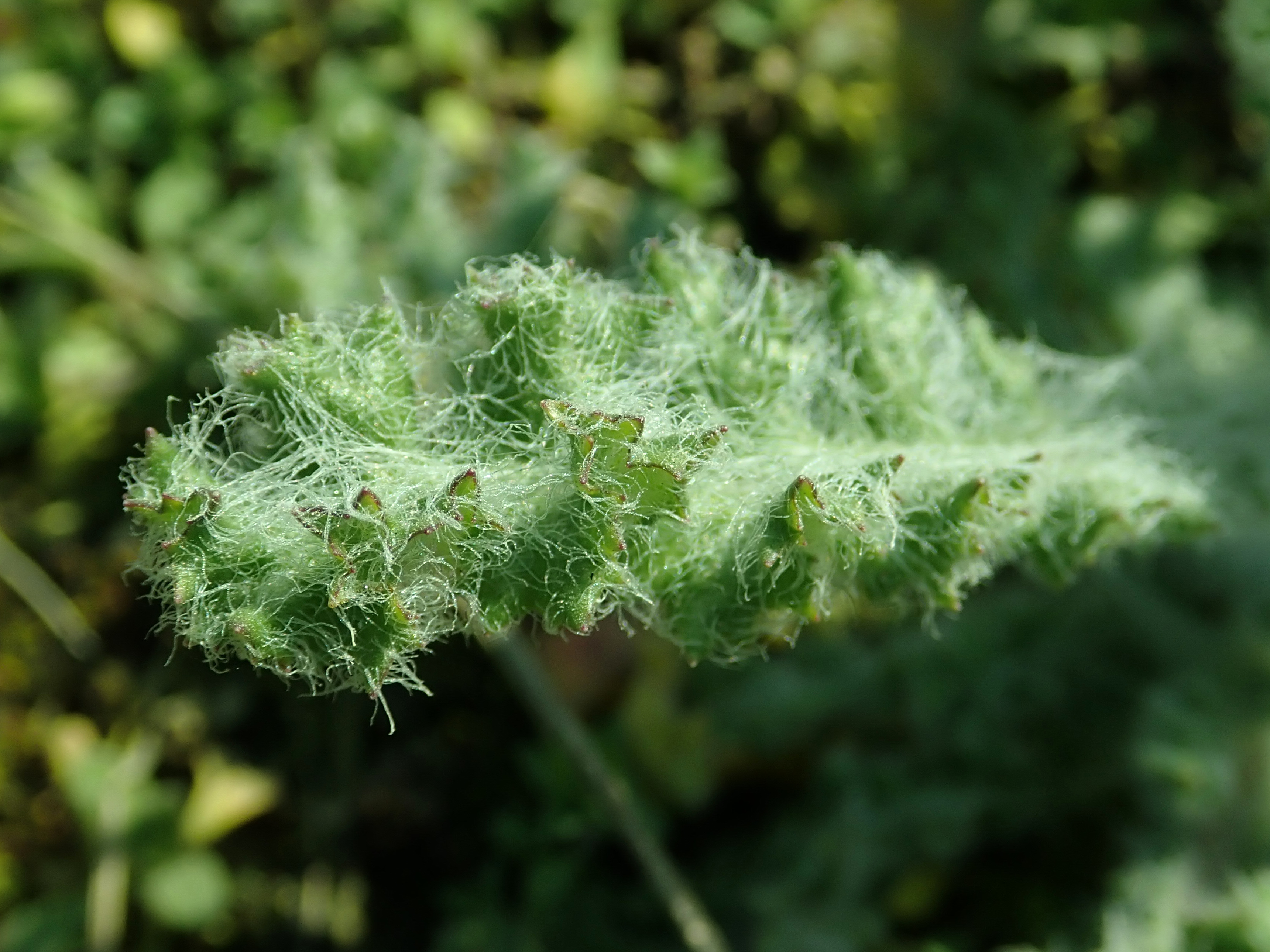
Bovenkant blad
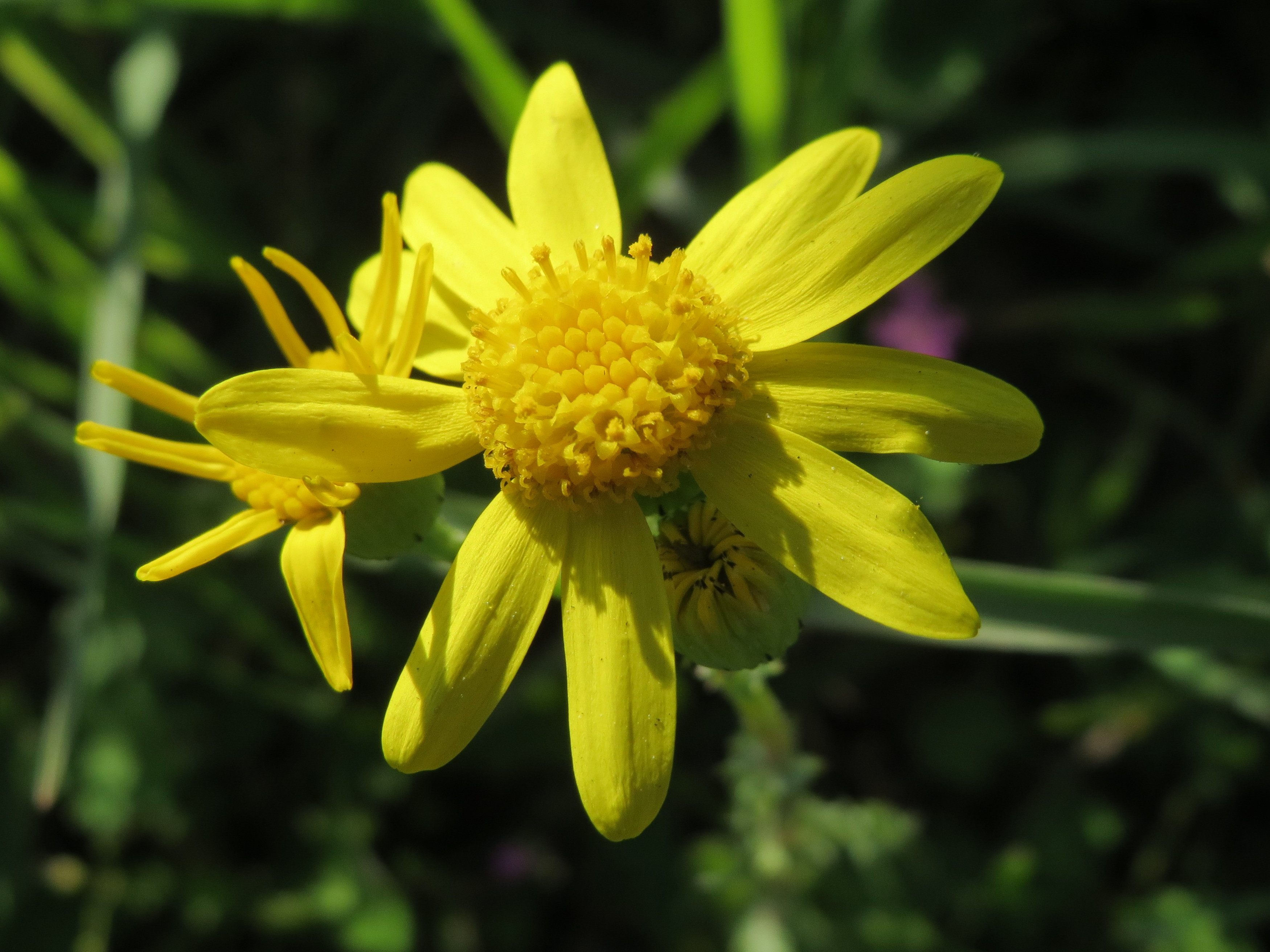
Open buisbloemen
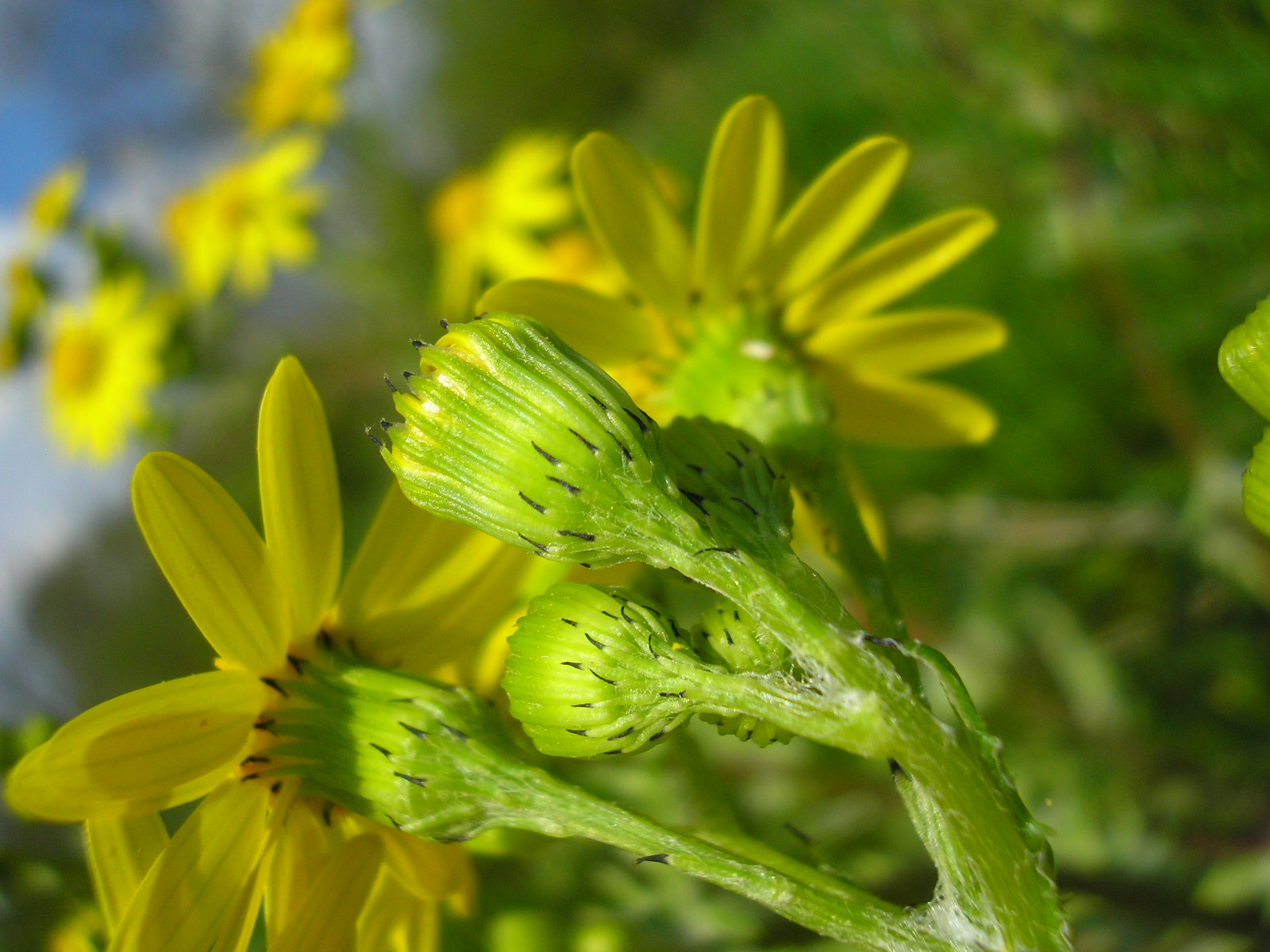
Hoofdjes

Oostelijk kruiskruid komt in Nederland hoofdzakelijk voor in vochtige bermen.